# 1909 en Nouvelle-Écosse
Chronologie de la Nouvelle-Écosse
- 1905
- 1906
- 1907
- 1908
- 1909
- 1910
- 1911
- 1912
- 1913

Cette page concerne des événements survenus en 1909 dans la province canadienne de la Nouvelle-Écosse.

## Politique
- Premier ministre : George H. Murray
- Chef de l'Opposition :
- Lieutenant-gouverneur : Duncan Cameron Fraser
- Législature :